# Linia kolejowa Żaryk – Mojynty
Linia kolejowa Żaryk – Mojynty – linia kolejowa w Kazachstanie łącząca stację Żaryk ze stacją Mojynty. Położona jest na trasie Nowego Jedwabnego Szlaku i na najkrótszym szlaku łączącym Astanę i Ałmaty. Zarządzana jest przez oddział karagandyjski Kolei Kazachskich.
Znajduje się w obwodzie karagandyjskim. Na całej długości jest zelektryfikowana i dwutorowa. Pociągi pasażerskie pokonują całą, 214-kilometrową linię, w czasie ok. 3 godzin 30 minut (średnio ok. 60 km/h).

## Historia
Linia powstała w latach 30. XX w. jako część linii Karaganda - Bałchasz. Powodem jej powstania było zapewnienie połączenia z pozostałą częścią kraju bałchaskiego zagłębia miedziowego. Pierwszy pociąg przejechał linię w 1936. Ruch stały na całej linii został uruchomiony we wrześniu 1939.
Linia zyskała duże znaczenie w międzynarodowym transporcie towarowym w II dziesięcioleciu XXI w., gdy została częścią Nowego Jedwabnego Szlaku, łączącego Chiny z Europą.
Linia początkowo leżała w Związku Sowieckim. Od 1991 znajduje się w granicach Kazachstanu.